# Adhocracia
En la teoría de gestión de organizaciones, el término adhocracia es la ausencia de jerarquía, y es por tanto lo opuesto a burocracia. Es una palabra híbrida entre la expresión ad hoc y el sufijo cracia. Todos los miembros de una organización tienen autoridad para tomar decisiones y llevar a cabo acciones que afectan al futuro de la organización.
Alvin Toffler apuntó en su libro El shock del futuro que las adhocracias se volverán más comunes y probablemente reemplacen la burocracia en el futuro próximo. También escribió que lo más frecuente será que lleguen como estructuras temporales, formadas para resolver un problema dado y disueltas tras ello. Un ejemplo son los grupos de trabajo interdepartamentales.
El término se usa también para describir la forma de gobierno de la novela de ciencia ficción Tocando fondo: en el reino mágico, de Cory Doctorow. La palabra fue acuñada en 1964 por Bennis y Slater, y Henry Mintzberg incorporó este concepto en su tipología de las configuraciones organizacionales. Para él las organizaciones adhocráticas coordinan tareas a través de la adaptación mutua de sus integrantes, la aceptación de la diversidad y la colaboración asimétrica. Dicho de otra forma, en las organizaciones adhocráticas no se espera que los miembros aporten lo mismo ni en las mismas cantidades, sino que se promueve la colaboración libre, gozosa, espontánea, no meritocrática ni coercitiva. 
Son organizaciones orientadas hacia la innovación y el cambio. Deben permanecer flexibles ya que éstas cambian su forma interna con frecuencia.

## Resumen
Robert H. Waterman, Jr. definió la adhocracia como “cualquier forma de organización que rompa las líneas burocráticas para alcanzar oportunidades, resolver problemas y obtener resultados”. Para Henry Mintzberg, una adhocracia es una forma de organización compleja y dinámica. Se difiere de la burocracia; como Toffler, Mintzberg considera la burocracia una cosa del pasado y la adhocracia una del futuro. Cuando se hace bien, la adhocracia puede ser muy adecuada para resolver problemas e innovar y crece en diversos ambientes. Requiere sofisticación y en ocasiones sistemas técnicos automatizados para desarrollarse y crecer.

## Características
- Estructura altamente orgánica, el trabajo se realiza en grupos.[3]
- Los grupos están formados por expertos en un campo concreto con un objetivo común.
- Poca formalización de comportamiento: el resultado y la actitud es responsabilidad de cada miembro.[3]
- Procedimientos bajos o no estandarizado.  [4]
- Los roles no están claramente definidos.[4]
- Hay una descentralización selectiva.[4]
- La organización del trabajo se deja en mano de equipos especializados.[4]
- El trabajo sigue una línea horizontal.[4]
- Es una cultura basada en el trabajo no burocrático.[4]

Todos los miembros de la organización tienen autoridad dentro de sus áreas especializadas y en coordinación con otros miembros toman decisiones y acciones que afectan al futuro de la organización. No hay jerarquía.
Según Robert H. Waterman, Jr.: “Los equipos deberían ser lo suficientemente grandes para representar a todas las partes de la burocracia que se verán afectadas por su trabajo, también lo suficientemente pequeño para hacer el trabajo eficazmente.”

## Tipos
- Administrativa: “presenta un núcleo operacional autónomo; normalmente en una burocracia institucionalizada como un departamento gubernamental o una agencia permanente.”[5]
- Operativa: resuelve problemas de parte de sus clientes.

Alvin Toffler sostiene en su libro El shock del futuro que las adhocracias se harán más comunes y remplazarán a la burocracia.  Además escribió que aparecerán más a menudo como estructuras temporales formadas para resolver un problema y disolverse tras esto. Un ejemplo serían las fuerzas operativas combinadas, conocidas como Task Force.

## Problemas
Los inconvenientes de una adhocracia pueden incluir acciones a medio hacer, problemas personales surgidos de la naturaleza temporal de la organización, extremismos con el objetivo de convencer y amenazas a la democracia y legalidad por parte de adhocracias de perfil bajo. Para abordar estos problemas, investigadores de la adhocracia sugieren un modelo híbrido entre adhocracia y burocracia, la buro-adhocracia.

## Similitudes
En el ámbito organizativo tiene puntos en común con el prosumo y el hágalo usted mismo. En el ámbito político puede encontrarse algún parentesco con la acracia y la netocracia.
En la propia Wikipedia se forman adhocracias para proyectos concretos.